# Mistrzostwa Łotwy w piłce siatkowej mężczyzn (2021/2022)
Mistrzostwa Łotwy w piłce siatkowej mężczyzn 2021/2022 − 30. sezon mistrzostw Łotwy w piłce siatkowej po odzyskaniu przez to państwo niepodległości (92. sezon wliczając mistrzostwa Łotwy w latach 1926-1943 oraz mistrzostwa Łotewskiej SRR). Jego organizatorem był Łotewski Związek Piłki Siatkowej (Latvijas volejbola federācija, LVF), a za jego przebieg odpowiadała Liga Entuzjastów Piłki Siatkowej (Entuziastu Volejbola Līga, EVL). Zainaugurowany został 9 października 2021 roku.
Mistrzostwach Łotwy w sezonie 2021/2022 składały się z dwóch rund: rundy głównej, którą stanowiła liga narodowa (Nacionālā līga) oraz rundy finałowej. W ramach ligi narodowej dziewięć drużyn nieuczestniczących w lidze bałtyckiej rywalizowało w fazie zasadniczej i fazie play-off. W fazie zasadniczej rozegrały między sobą po dwa spotkania. Cztery najlepsze awansowały do fazy play-off, w ramach której odbyły się półfinały, mecz o 3. miejsce i finał. Faza play-off zorganizowana została w hali sportowej dziecięco-młodzieżowej szkoły sportowej w Dyneburgu (Daugavpils Bērnu un jaunatnes sporta skola, BJSS). Mistrzem ligi narodowej został VK Vecumnieki, który w finale pokonał zespół Augšdaugava. Trzecie miejsce zajęła drużyna OC Limbaži/MSĢ.
W rundzie finałowej uczestniczyły zespoły grające w lidze bałtyckiej oraz cztery najlepsze drużyny z ligi narodowej, z tym że zespoły Augšdaugava i OC Limbaži/MSĢ nie zdecydowały się na udział w rundzie finałowej, stąd ich miejsca zajęły kolejne w klasyfikacji końcowej ligi narodowej, tj. VK Ventspils i VK Aizpute. Runda finałowa składała się z ćwierćfinałów, półfinałów, meczów o 3. miejsce i finałów.
Po raz czwarty mistrzem Łotwy został  SK Jēkabpils Lūši, który w finale pokonał RTU Robežsardze/Jūrmala. Trzecie miejsce zajął Daugavpils Universitāte/Ezerzeme.
Sponsorem tytularnym rozgrywek było przedsiębiorstwo bukmacherskie Optibet.

## System rozgrywek
Mistrzostwa Łotwy w sezonie 2021/2022 składały się z dwóch rund: rundy głównej i rundy finałowej. Rundę główną stanowiły rozgrywki w lidze narodowej (Nacionālā līga), w której brały udział wszystkie zgłoszone drużyny nieuczestniczące w lidze bałtyckiej. W drugiej rundzie – rundzie finałowej – o mistrzostwo Łotwy rywalizowali uczestnicy ligi bałtyckiej oraz cztery najlepsze zespoły ligi narodowej.

### Runda główna – Nacionālā līga
Do ligi narodowej zgłosiło się 9 drużyn. Składała się ona z fazy zasadniczej oraz fazy play-off. W fazie zasadniczej zespoły rozegrały między sobą po dwa spotkania systemem kołowym (mecz u siebie i rewanż na wyjeździe). Cztery najlepsze drużyny awansowały do fazy play-off, pozostałe natomiast zostały sklasyfikowane odpowiednio na miejscach 5-9.
Faza play-off obejmowała półfinały, mecz o 3. miejsce i finał. Pary półfinałowe powstały na podstawie miejsc zajętych przez poszczególne drużyny w fazie zasadniczej według klucza: 1-4; 2-3. Zwycięzcy meczów półfinałowych rozegrali finał o mistrzostwo ligi narodowej, natomiast przegrani rywalizowali w meczu o 3. miejsce.
Wszystkie drużyny, które awansowały do fazy play-off, uzyskały prawo gry w rundzie finałowej mistrzostw Łotwy.

### Runda finałowa
W rundzie finałowej mistrzostw Łotwy uczestniczyły cztery drużyny grające w lidze bałtyckiej oraz cztery najlepsze zespoły ligi narodowej. Runda finałowa składała się z ćwierćfinałów, półfinałów, meczów o 3. miejsce oraz finałów.
Drużyny zostały rozstawione na podstawie miejsc zajętych przez poszczególne drużyny w lidze narodowej albo w fazie zasadniczej ligi bałtyckiej.
| Nr | Drużyna                                                        | Nr | Drużyna                                            |
| -- | -------------------------------------------------------------- | -- | -------------------------------------------------- |
| 1  | najlepsza łotewska drużyna w fazie zasadniczej ligi bałtyckiej | 5  | drużyna, która zajęła 4. miejsce w lidze narodowej |
| 2  | druga łotewska drużyna w fazie zasadniczej ligi bałtyckiej     | 6  | drużyna, która zajęła 2. miejsce w lidze narodowej |
| 3  | trzecia łotewska drużyna w fazie zasadniczej ligi bałtyckiej   | 7  | drużyna, która zajęła 3. miejsce w lidze narodowej |
| 4  | czwarta łotewska drużyna w fazie zasadniczej ligi bałtyckiej   | 8  | drużyna, która zajęła 4. miejsce w lidze narodowej |

Pary ćwierćfinałowe powstały na podstawie rozstawienia według klucza: 1-8; 2-7; 3-6; 4-5. Rywalizacja w parach toczyła się do dwóch zwycięstw ze zmianą gospodarza po każdym meczu. Gospodarzem pierwszego spotkania była drużyna wyżej rozstawiona. Zwycięzcy w parach awansowali do półfinałów, przegrani natomiast zostali sklasyfikowani na miejscach 5-8 na podstawie rozstawienia.
Pary półfinałowe powstały na podstawie rozstawienia, tj. pierwszą parę utworzyły drużyny z najniższym i najwyższym numerem rozstawienia, natomiast drugą parę – dwa pozostałe zespoły. Rywalizacja w parach toczyła się do dwóch zwycięstw na tych samych zasadach co w ćwierćfinałach. Zwycięzcy w parach awansowali do finałów, natomiast przegrani grali o 3. miejsce.
Rywalizacja o 3. miejsce toczyła się do dwóch zwycięstw. Gospodarzem pierwszego meczu była drużyna niżej rozstawiona, natomiast drugiego i potencjalnie trzeciego spotkania – drużyna wyżej rozstawiona.
W finałach zespoły grały do trzech zwycięstw ze zmianą gospodarza po każdym meczu. Gospodarzem pierwszego meczu była drużyna wyżej rozstawiona.

## Drużyny uczestniczące
| Drużyny uczestniczące w lidze narodowej (Nacionālā līga) |
| --- |
| - Augšdaugava - VK Aizpute - Kuldīgas NSS - OC Limbaži/MSĢ - VK Ozolnieki - Rīgas Tehniskā universitāte - Rīgas Volejbola skola - VK Vecumnieki - VK Ventspils |

| Drużyny uczestniczące w rundzie finałowej mistrzostw Łotwy                                                |
| --- |
| Drużyny z ligi bałtyckiej                                                                                 |
| - SK Jēkabpils Lūši - RTU Robežsardze/Jūrmala - Daugavpils Universitāte/Ezerzeme - VK Biolars Jelgava/MSĢ |
| Drużyny z ligi narodowej                                                                                  |
| - VK Vecumnieki - VK Ozolnieki - VK Ventspils - VK Aizpute                                                |

Uwaga: Zespoły Augšdaugava oraz OC Limbaži/MSĢ zajęły w lidze narodowej pozycje premiowane awansem do rundy finałowej, jednak nie zdecydowały się na udział w niej. Z tego względu ich miejsca zajęły kolejne w klasyfikacji końcowej ligi narodowej drużyny, tj. VK Ventspils i VK Aizpute.

## Runda główna – Nacionālā līga

### Faza zasadnicza

#### Tabela wyników
| Gospodarz \ Gość1           | AGŠ | AIZ | KUL | LIM | OZO | RTU | RVS | VEC | VEN |
| --------------------------- | --- | --- | --- | --- | --- | --- | --- | --- | --- |
| Augšdaugava                 | -   | 1:3 | 3:0 | 3:0 | 3:1 | 3:0 | 3:0 | 3:1 | 2:3 |
| VK Aizpute                  | 2:3 | -   | 3:0 | 3:2 | 3:2 | 3:2 | 3:0 | 3:1 | 2:3 |
| Kuldīgas NSS                | 0:3 | 2:3 | -   | 2:3 | 3:2 | 1:3 | 3:2 | 1:3 | 3:0 |
| OC Limbaži/MSĢ              | 3:2 | 3:0 | 3:1 | -   | 1:3 | 3:1 | 3:0 | 2:3 | 3:2 |
| VK Ozolnieki                | 0:3 | 3:1 | 3:0 | 1:3 | -   | 3:2 | 3:0 | 0:3 | 3:2 |
| Rīgas Tehniskā universitāte | 2:3 | 3:2 | 3:0 | 3:1 | 1:3 | -   | 3:2 | 0:3 | 1:3 |
| Rīgas Volejbola skola       | 1:3 | 0:3 | 0:3 | 0:3 | 0:3 | 0:3 | -   | 0:3 | 0:3 |
| VK Vecumnieki               | 3:2 | 3:0 | 3:2 | 3:1 | 3:1 | 3:2 | 3:0 | -   | 3:1 |
| VK Ventspils                | 1:3 | 3:1 | 3:0 | 3:1 | 1:3 | 3:2 | 3:0 | 1:3 | -   |

Źródło: Volejbols Latvija (łot.)
1 Drużyna gospodarzy jest wymieniona po lewej stronie tabeli.
Kolory:
  zwycięstwo gospodarzy 3:0 lub 3:1
  zwycięstwo gospodarzy 3:2
  zwycięstwo gości 3:0 lub 3:1
  zwycięstwo gości 3:2

#### Tabela
| Lp. | Drużyna                     | Pkt | Mecze | Mecze | Mecze | Rodzaj wyniku | Rodzaj wyniku | Rodzaj wyniku | Rodzaj wyniku | Rodzaj wyniku | Rodzaj wyniku | Sety | Sety | Sety  | Małe punkty | Małe punkty | Małe punkty |
| Lp. | Drużyna                     | Pkt | M     | W     | P     | 3:0           | 3:1           | 3:2           | 2:3           | 1:3           | 0:3           | wyg. | prz. | stos. | zdob.       | str.        | stos.       |
| --- | --------------------------- | --- | ----- | ----- | ----- | ------------- | ------------- | ------------- | ------------- | ------------- | ------------- | ---- | ---- | ----- | ----------- | ----------- | ----------- |
| 1   | VK Vecumnieki               | 38  | 16    | 14    | 2     | 5             | 5             | 4             | 0             | 2             | 0             | 44   | 19   | 2.316 | 1479        | 1323        | 1.118       |
| 2   | Augšdaugava                 | 37  | 16    | 12    | 4     | 6             | 4             | 2             | 3             | 1             | 0             | 43   | 20   | 2.15  | 1472        | 1269        | 1.16        |
| 3   | VK Ozolnieki                | 27  | 16    | 9     | 7     | 3             | 4             | 2             | 2             | 3             | 2             | 34   | 29   | 1.172 | 1433        | 1336        | 1.073       |
| 4   | OC Limbaži/MSĢ              | 26  | 16    | 9     | 7     | 3             | 3             | 3             | 2             | 4             | 1             | 35   | 30   | 1.167 | 1456        | 1418        | 1.027       |
| 5   | VK Ventspils                | 26  | 16    | 9     | 7     | 3             | 3             | 3             | 2             | 4             | 1             | 35   | 30   | 1.167 | 1431        | 1396        | 1.025       |
| 6   | VK Aizpute                  | 26  | 16    | 9     | 7     | 3             | 2             | 4             | 3             | 2             | 2             | 35   | 31   | 1.129 | 1424        | 1428        | 0.997       |
| 7   | Rīgas Tehniskā universitāte | 21  | 16    | 6     | 10    | 2             | 2             | 2             | 5             | 3             | 2             | 31   | 36   | 0.861 | 1424        | 1450        | 0.982       |
| 8   | Kuldīgas NSS                | 13  | 16    | 4     | 12    | 2             | 0             | 2             | 3             | 3             | 6             | 21   | 40   | 0.525 | 1191        | 1388        | 0.858       |
| 9   | Rīgas Volejbola skola       | 2   | 16    | 0     | 16    | 0             | 0             | 0             | 2             | 1             | 13            | 5    | 48   | 0.104 | 981         | 1283        | 0.765       |

Źródło: Volejbols Latvija (łot.)
Punktacja: 3:0 i 3:1 – 3 pkt; 3:2 – 2 pkt; 2:3 – 1 pkt; 1:3 i 0:3 – 0 pkt
Zasady ustalania kolejności: 1. liczba punktów; 2. liczba zwycięstw; 3. stosunek setów; 4. stosunek małych punktów; 5. bilans w bezpośrednich meczach
     Faza play-off

### Faza finałowa
Miejsce: Daugavpils Bērnu un jaunatnes sporta skola (BJSS) – volejbola zāle, Dyneburg

#### Drabinka
|  |           |                |           |                   |   |       |               |       |
|  | Półfinały | Półfinały      | Półfinały |                   |   | Finał | Finał         | Finał |
|  | Półfinały | Półfinały      | Półfinały |                   |   | Finał | Finał         | Finał |
|  |           |                |           |                   |   |       |               |       |
|  |           |                |           |                   |   |       |               |       |
|  | 1         | VK Vecumnieki  | 3         |                   |   |       |               |       |
|  | 1         | VK Vecumnieki  | 3         |                   |   |       |               |       |
|  | 4         | OC Limbaži/MSĢ | 0         |                   |   |       |               |       |
|  | 4         | OC Limbaži/MSĢ | 0         |                   |   | 1     | VK Vecumnieki | 3     |
|  |           |                |           |                   |   | 1     | VK Vecumnieki | 3     |
|  |           |                | 2         | Augšdaugava       | 2 |       |               |       |
|  | 2         | Augšdaugava    | 2         | Augšdaugava       | 2 | 3     |               |       |
|  | 2         | Augšdaugava    |           |                   |   |       |               |       |
|  | 3         | VK Ozolnieki   | 2         |                   |   |       |               |       |
|  | 3         | VK Ozolnieki   | 2         | Mecz o 3. miejsce |   |       |               |       |
|  |           |                |           |                   |   |       |               |       |
|  |           |                |           |                   |   |       |               |       |
|  |           |                |           |                   |   |       |               |       |
|  | 3         | VK Ozolnieki   | 1         |                   |   |       |               |       |
|  | 3         | VK Ozolnieki   | 1         |                   |   |       |               |       |
|  | 4         | OC Limbaži/MSĢ | 3         |                   |   |       |               |       |
|  | 4         | OC Limbaži/MSĢ | 3         |                   |   |       |               |       |

#### Półfinały
| Data       | Godz. | Gospodarz     | Rezultat                                | Gość           | Widzów |
| ---------- | ----- | ------------- | --------------------------------------- | -------------- | ------ |
| 12.02.2022 | 15:00 | VK Vecumnieki | 3:0 (25:22, 25:22, 25:21)               | OC Limbaži/MSĢ | 53     |
| 12.02.2022 | 18:00 | Augšdaugava   | 3:2 (25:19, 22:25, 23:25, 25:19, 18:16) | VK Ozolnieki   | 92     |

#### Mecz o 3. miejsce
| Data       | Godz. | Gospodarz    | Rezultat                         | Gość           | Widzów |
| ---------- | ----- | ------------ | -------------------------------- | -------------- | ------ |
| 13.02.2022 | 13:00 | VK Ozolnieki | 1:3 (25:23, 20:25, 17:25, 22:25) | OC Limbaži/MSĢ | 38     |

#### Finał
| Data       | Godz. | Gospodarz     | Rezultat                               | Gość        | Widzów |
| ---------- | ----- | ------------- | -------------------------------------- | ----------- | ------ |
| 13.02.2022 | 16:00 | VK Vecumnieki | 3:2 (22:25, 18:25, 25:17, 26:24, 15:5) | Augšdaugava | 104    |

## Runda finałowa

### Drabinka
|  |              |                                  |              |                                  |              |   |   |                         |           |           |           |           |  |  |        |        |        |        |        |        |        |
|  | Ćwierćfinały | Ćwierćfinały                     | Ćwierćfinały | Ćwierćfinały                     | Ćwierćfinały |   |   | Półfinały               | Półfinały | Półfinały | Półfinały | Półfinały |  |  | Finały | Finały | Finały | Finały | Finały | Finały | Finały |
|  | Ćwierćfinały | Ćwierćfinały                     | Ćwierćfinały | Ćwierćfinały                     | Ćwierćfinały |   |   | Półfinały               | Półfinały | Półfinały | Półfinały | Półfinały |  |  | Finały | Finały | Finały | Finały | Finały | Finały | Finały |
|  |              |                                  |              |                                  |              |   |   |                         |           |           |           |           |  |  |        |        |        |        |        |        |        |
|  |              |                                  |              |                                  |              |   |   |                         |           |           |           |           |  |  |        |        |        |        |        |        |        |
|  | 1            | SK Jēkabpils Lūši                | 3            | 3                                |              |   |   |                         |           |           |           |           |  |  |        |        |        |        |        |        |        |
|  | 1            | SK Jēkabpils Lūši                | 3            | 3                                |              |   |   |                         |           |           |           |           |  |  |        |        |        |        |        |        |        |
|  | 8            | VK Aizpute                       | 0            | 0                                |              |   |   |                         |           |           |           |           |  |  |        |        |        |        |        |        |        |
|  | 8            | VK Aizpute                       | 0            | 0                                |              |   | 1 | SK Jēkabpils Lūši       | 3         | 3         |           |           |  |  |        |        |        |        |        |        |        |
|  |              |                                  |              |                                  |              |   | 1 | SK Jēkabpils Lūši       | 3         | 3         |           |           |  |  |        |        |        |        |        |        |        |
|  |              |                                  | 4            | VK Biolars Jelgava/MSĢ           | 0            | 1 |   |                         |           |           |           |           |  |  |        |        |        |        |        |        |        |
|  | 4            | VK Biolars Jelgava/MSĢ           | 4            | VK Biolars Jelgava/MSĢ           | 0            | 1 | 3 | 3                       |           |           |           |           |  |  |        |        |        |        |        |        |        |
|  | 4            | VK Biolars Jelgava/MSĢ           |              |                                  |              |   |   |                         |           |           |           |           |  |  |        |        |        |        |        |        |        |
|  | 5            | VK Vecumnieki                    | 1            | 2                                |              |   |   |                         |           |           |           |           |  |  |        |        |        |        |        |        |        |
|  | 5            | VK Vecumnieki                    | 1            | 2                                |              |   | 1 | SK Jēkabpils Lūši       | 3         | 3         | 3         |           |  |  |        |        |        |        |        |        |        |
|  |              |                                  |              |                                  |              |   |   |                         |           |           |           |           |  |  |        |        |        |        |        |        |        |
|  |              |                                  | 2            | RTU Robežsardze/Jūrmala          | 0            | 2 | 0 |                         |           |           |           |           |  |  |        |        |        |        |        |        |        |
|  | 3            | Daugavpils Universitāte/Ezerzeme | 2            | RTU Robežsardze/Jūrmala          | 0            | 2 | 0 | 3                       | 3         |           |           |           |  |  |        |        |        |        |        |        |        |
|  | 3            | Daugavpils Universitāte/Ezerzeme |              |                                  |              |   |   |                         |           |           |           |           |  |  |        |        |        |        |        |        |        |
|  | 6            | VK Ozolnieki                     | 1            | 0                                |              |   |   |                         |           |           |           |           |  |  |        |        |        |        |        |        |        |
|  | 6            | VK Ozolnieki                     | 1            | 0                                |              |   | 2 | RTU Robežsardze/Jūrmala | 3         | 3         |           |           |  |  |        |        |        |        |        |        |        |
|  |              |                                  |              |                                  |              |   | 2 | RTU Robežsardze/Jūrmala | 3         | 3         |           |           |  |  |        |        |        |        |        |        |        |
|  |              |                                  | 3            | Daugavpils Universitāte/Ezerzeme | 1            | 1 |   |                         |           |           |           |           |  |  |        |        |        |        |        |        |        |
|  | 2            | RTU Robežsardze/Jūrmala          | 3            | Daugavpils Universitāte/Ezerzeme | 1            | 1 | 3 | 3                       |           |           |           |           |  |  |        |        |        |        |        |        |        |
|  | 2            | RTU Robežsardze/Jūrmala          |              |                                  |              |   |   |                         |           |           |           |           |  |  |        |        |        |        |        |        |        |
|  | 7            | VK Ventspils                     | 0            | 0                                |              |   |   |                         |           |           |           |           |  |  |        |        |        |        |        |        |        |
|  | 7            | VK Ventspils                     | 0            | 0                                |              |   |   |                         |           |           |           |           |  |  |        |        |        |        |        |        |        |

### Ćwierćfinały
(do dwóch zwycięstw)
| Data                                 | Godz.                                | Gospodarz                            | Rezultat                                | Gość                             | Widzów            |
| ------------------------------------ | ------------------------------------ | ------------------------------------ | --------------------------------------- | -------------------------------- | ----------------- |
| SK Jēkabpils Lūši (1)                | SK Jēkabpils Lūši (1)                | SK Jēkabpils Lūši (1)                | 2 – 0                                   | (8) VK Aizpute                   | (8) VK Aizpute    |
| 26.02.2022                           | 18:00                                | SK Jēkabpils Lūši                    | 3:0 (26:24, 25:14, 25:14)               | VK Aizpute                       | 130               |
| 05.03.2022                           | 16:00                                | VK Aizpute                           | 0:3 (19:25, 26:28, 19:25)               | SK Jēkabpils Lūši                | 100               |
| RTU Robežsardze/Jūrmala (2)          | RTU Robežsardze/Jūrmala (2)          | RTU Robežsardze/Jūrmala (2)          | 2 – 0                                   | (7) VK Ventspils                 | (7) VK Ventspils  |
| 02.03.2022                           | 20:00                                | RTU Robežsardze/Jūrmala              | 3:0 (25:14, 25:22, 25:17)               | VK Ventspils                     | 37                |
| 05.03.2022                           | 16:00                                | VK Ventspils                         | 0:3 (19:25, 14:25, 15:25)               | RTU Robežsardze/Jūrmala          | 20                |
| Daugavpils Universitāte/Ezerzeme (3) | Daugavpils Universitāte/Ezerzeme (3) | Daugavpils Universitāte/Ezerzeme (3) | 2 – 0                                   | (6) VK Ozolnieki                 | (6) VK Ozolnieki  |
| 03.03.2022                           | 19:30                                | Daugavpils Universitāte/Ezerzeme     | 3:1 (25:10, 21:25, 25:12, 25:17)        | VK Ozolnieki                     | 36                |
| 05.03.2022                           | 16:00                                | VK Ozolnieki                         | 0:3 (14:25, 18:25, 15:25)               | Daugavpils Universitāte/Ezerzeme | 30                |
| VK Biolars Jelgava/MSĢ (4)           | VK Biolars Jelgava/MSĢ (4)           | VK Biolars Jelgava/MSĢ (4)           | 2 – 0                                   | (5) VK Vecumnieki                | (5) VK Vecumnieki |
| 03.03.2022                           | 19:30                                | VK Biolars Jelgava/MSĢ               | 3:1 (25:16, 25:21, 23:25, 25:19)        | VK Vecumnieki                    | 53                |
| 05.03.2022                           | 15:00                                | VK Vecumnieki                        | 2:3 (21:25, 25:19, 17:25, 25:13, 10:15) | VK Biolars Jelgava/MSĢ           | 48                |

### Półfinały
(do dwóch zwycięstw)
| Data                        | Godz.                       | Gospodarz                        | Rezultat                         | Gość                                 | Widzów                               |
| --------------------------- | --------------------------- | -------------------------------- | -------------------------------- | ------------------------------------ | ------------------------------------ |
| SK Jēkabpils Lūši (1)       | SK Jēkabpils Lūši (1)       | SK Jēkabpils Lūši (1)            | 2 – 0                            | (4) VK Biolars Jelgava/MSĢ           | (4) VK Biolars Jelgava/MSĢ           |
| 09.03.2022                  | 19:30                       | SK Jēkabpils Lūši                | 3:0 (25:15, 25:19, 25:18)        | VK Biolars Jelgava/MSĢ               | 180                                  |
| 12.03.2022                  | 16:00                       | VK Biolars Jelgava/MSĢ           | 1:3 (25:22, 13:25, 18:25, 15:25) | SK Jēkabpils Lūši                    | 40                                   |
| RTU Robežsardze/Jūrmala (2) | RTU Robežsardze/Jūrmala (2) | RTU Robežsardze/Jūrmala (2)      | 2 – 0                            | (3) Daugavpils Universitāte/Ezerzeme | (3) Daugavpils Universitāte/Ezerzeme |
| 10.03.2022                  | 19:30                       | RTU Robežsardze/Jūrmala          | 3:1 (21:25, 28:26, 25:22, 27:25) | Daugavpils Universitāte/Ezerzeme     | 40                                   |
| 12.03.2022                  | 18:00                       | Daugavpils Universitāte/Ezerzeme | 1:3 (25:23, 21:25, 23:25, 27:29) | RTU Robežsardze/Jūrmala              | 67                                   |

### Mecze o 3. miejsce
(do dwóch zwycięstw)
| Data                                 | Godz.                                | Gospodarz                            | Rezultat                         | Gość                             | Widzów                     |
| ------------------------------------ | ------------------------------------ | ------------------------------------ | -------------------------------- | -------------------------------- | -------------------------- |
| Daugavpils Universitāte/Ezerzeme (3) | Daugavpils Universitāte/Ezerzeme (3) | Daugavpils Universitāte/Ezerzeme (3) | 2 – 0                            | (4) VK Biolars Jelgava/MSĢ       | (4) VK Biolars Jelgava/MSĢ |
| 20.03.2022                           | 16:00                                | VK Biolars Jelgava/MSĢ               | 0:3 (21:25, 14:25, 13:25)        | Daugavpils Universitāte/Ezerzeme | 30                         |
| 23.03.2022                           | 19:30                                | Daugavpils Universitāte/Ezerzeme     | 3:1 (25:18, 25:17, 12:25, 25:18) | VK Biolars Jelgava/MSĢ           | 97                         |

### Finały
(do trzech zwycięstw)
| Data                  | Godz.                 | Gospodarz               | Rezultat                               | Gość                        | Widzów                      |
| --------------------- | --------------------- | ----------------------- | -------------------------------------- | --------------------------- | --------------------------- |
| SK Jēkabpils Lūši (1) | SK Jēkabpils Lūši (1) | SK Jēkabpils Lūši (1)   | 3 – 0                                  | (2) RTU Robežsardze/Jūrmala | (2) RTU Robežsardze/Jūrmala |
| 22.03.2022            | 19:40                 | SK Jēkabpils Lūši       | 3:0 (25:22, 25:20, 26:24)              | RTU Robežsardze/Jūrmala     | 224                         |
| 24.03.2022            | 19:40                 | RTU Robežsardze/Jūrmala | 2:3 (19:25, 25:15, 25:22, 23:25, 8:15) | SK Jēkabpils Lūši           | 150                         |
| 27.03.2022            | 18:10                 | SK Jēkabpils Lūši       | 3:0 (25:22, 25:21, 25:23)              | RTU Robežsardze/Jūrmala     | 500                         |

## Klasyfikacja końcowa
| Poz. | Drużyna                          |
| ---- | -------------------------------- |
| 1.   | SK Jēkabpils Lūši                |
| 2.   | RTU Robežsardze/Jūrmala          |
| 3.   | Daugavpils Universitāte/Ezerzeme |
| 4.   | VK Biolars Jelgava/MSĢ           |
| 5.   | VK Vecumnieki                    |
| 6.   | VK Ozolnieki                     |
| 7.   | VK Ventspils                     |
| 8.   | VK Aizpute                       |

| Poz. | Drużyna                     |
| ---- | --------------------------- |
| 1.   | VK Vecumnieki               |
| 2.   | Augšdaugava                 |
| 3.   | OC Limbaži/MSĢ              |
| 4.   | VK Ozolnieki                |
| 5.   | VK Ventspils                |
| 6.   | VK Aizpute                  |
| 7.   | Rīgas Tehniskā universitāte |
| 8.   | Kuldīgas NSS                |
| 9.   | Rīgas Volejbola skola       |